# کوه اوندور خیرخان
کوه اوندور خیرخان (به لاتین: Öndör Khairkhan Mountain) یک کوه در مغولستان است که در مغولستان واقع شده‌است. کوه اوندور خیرخان ۳٬۹۱۴ متر بالاتر از سطح دریا واقع شده‌است.